# Biomasa lignocelulósica
Lignocelulosa se refiere a la materia seca vegetal (biomasa), llamada biomasa lignocelulósica. Es la materia prima más abundante disponible en la Tierra para la producción de biocombustibles, principalmente bioetanol. Está compuesto por polímeros de carbohidratos (celulosa, hemicelulosa) y un polímero aromático (lignina). Estos polímeros de carbohidratos contienen diferentes monómeros de azúcar (seis y cinco azúcares de carbono) y están estrechamente ligados a la lignina. La biomasa lignocelulósica puede clasificarse ampliamente en biomasa virgen, biomasa residual y cultivos energéticos. La biomasa virgen incluye todas las plantas terrestres naturales, como árboles, arbustos y pastos. La biomasa residual se produce como un subproducto de bajo valor de diversos sectores industriales como la agricultura (restos de maíz, bagazo de caña de azúcar, paja, etc.) y la silvicultura (descartes de aserraderos y fábricas de papel). Los cultivos energéticos son cultivos con alto rendimiento de biomasa lignocelulósica producida para servir como materia prima para la producción de biocombustibles de segunda generación; los ejemplos incluyen hierba de cambio (Panicum virgatum) y hierba de elefante. 

## Cultivos energéticos dedicados
Muchos cultivos son de interés por su capacidad para proporcionar altos rendimientos de biomasa y pueden cosecharse varias veces al año. Estos incluyen los árboles de álamo y Miscanthus giganteus. El principal cultivo energético es la caña de azúcar, que es una fuente de sacarosa fácilmente fermentable y del bagazo de subproducto lignocelulósico. 

## Aplicación

### Industria de pulpa y papel
La biomasa lignocelulósica es la materia prima para la industria de la celulosa y el papel. Esta industria de uso intensivo de energía se centra en la separación de la lignina y las fracciones celulósicas de la biomasa. 

### Biocombustibles
La biomasa lignocelulósica, en forma de combustible de madera, tiene una larga historia como fuente de energía. Desde mediados del siglo XX, el interés de la biomasa como precursor de los combustibles líquidos ha aumentado. Para ser específicos, la fermentación de biomasa lignocelulósica a etanol es una ruta atractiva a los combustibles que complementa los combustibles fósiles. La biomasa es una fuente de energía neutra en carbono: ya que proviene de las plantas, la combustión de etanol lignocelulósico no produce dióxido de carbono neto en la atmósfera terrestre. Aparte del etanol, muchos otros combustibles derivados de lignocelulosa son de interés potencial, incluyendo butanol, dimetilfurano y gamma-valerolactona.
Una barrera para la producción de etanol a partir de biomasa es que los azúcares necesarios para la fermentación están atrapados dentro de la lignocelulosa. La lignocelulosa ha evolucionado para resistir la degradación y para conferir estabilidad hidrolítica y robustez estructural a las paredes celulares de las plantas. Esta robustez o "recalcitancia" es atribuible a la reticulación entre los polisacáridos (celulosa y hemicelulosa) y la lignina a través de enlaces éster y éter. Los enlaces éster surgen entre los azúcares oxidados, los ácidos urónicos y las funcionalidades de fenoles y fenilpropanoles de la lignina. Para extraer los azúcares fermentables, primero se debe desconectar las celulosas de la lignina y luego usar métodos ácidos o enzimáticos para hidrolizar las celulosas recién liberadas para descomponerlas en monosacáridos simples. Otro desafío para la fermentación de biomasa es el alto porcentaje de pentosas en la hemicelulosa, como la xilosa o el azúcar de la madera. A diferencia de las hexosas, como la glucosa, las pentosas son difíciles de fermentar. Los problemas presentados por las fracciones de lignina y hemicelulosa son el foco de mucha investigación contemporánea. 
Un gran sector de investigación sobre la explotación de la biomasa lignocelulósica como materia prima para el bioetanol se centra especialmente en el hongo Trichoderma reesei, conocido por sus capacidades celulolíticas. Se están explorando múltiples vías, incluido el diseño de un cóctel optimizado de celulasas y hemicelulasas aisladas de T. reesei, así como la mejora de la cepa basada en ingeniería genética para permitir que el hongo se coloque simplemente en presencia de biomasa lignocelulósica y descomponga la materia en monómeros D -glucosa. Los métodos de mejora de la cepa han llevado a cepas capaces de producir significativamente más celulasas que el aislado original de QM6a; se sabe que ciertas cepas industriales producen hasta 100 g de celulasa por litro de hongo lo que permite la extracción máxima de azúcares de la biomasa lignocelulósica. Estos azúcares se pueden fermentar, lo que lleva al bioetanol.